# 군산시립도서관
군산시립도서관은 전북특별자치도 군산시 소재의 시립 도서관이다.

## 연혁
- 1912.02. 시립도서관 설립
- 1976.01.09 군산시립중앙도서관 개칭
- 1994.11.28 청소년회관(도서관,수련관)직제승인
- 1995.01.13 청소년회관 설치조례 제정
- 1995.08.14 청소년회관 운영조례 제정
- 1995.12.26 청소년회관(도서관, 수련원) 개관
- 2004. 타당성 용역조사
- 2008. 신축시립도서관 착공
- 2008.12.26 신축시립도서관 준공
- 2009.05.18 청소년회관 신축도서관으로 이전완료
- 2009.06.09 군산시립도서관 개관

## 시설현황
- 지하1층 새만금드림홀,세미나실,분장실,대기실,중앙감시실,보존서고
- 지상1층 유/아동자료실,정기간행물실,안내실
- 지상2층 일반자료실l, 가족열람실,사무실
- 지상3층 일반자료실ll, 자료보존실,문화교실(l), 열람실(남), 휴게실
- 지상4층 디지털자료실, 전산교육장,문화교실(ll), 열람실(여), 휴게실
- 지상5층 교양문화실, 문화교실(lll),열람실(성인) 구내식당
- 지상6층 물탱크/공조실

## 이용 안내
이용 시간
- 아동ㆍ일반자료실: 화~금 09:00~18:00(개관시간 연장시 22:00까지) / 토,일 09:00~17:00
- 정기간행물실: 화~금 09:00~18:00 / 토,일 09:00~17:00
- 디지털자료실: 화~금 09:00~12:00, 13:00~18:00 / 토,일 09:00~12:00, 13:00~17:00
- 열람실: 매일 07:00~22:00 (개관시간 연장시 07:00~23:00)

휴관일
- 자료실: 매주 월요일 및 법정 공휴일
- 열람실: 신정,설연휴,추석 연휴,선거일
- 임시휴관: 장서점검 및 관장이 필요하다고 인정하는 경우